# Schloss Blühnbach

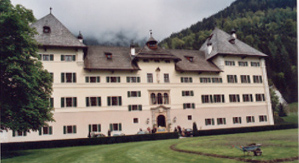
Schloss Blühnbach

O Schloss Blühnbach esta edificado em Blühnbachtal em Werfen no estado de Salzburgo, Áustria.

## História
Originalmente o palácio foi uma cabana de caça de madeira, citado em um documento pela primeira vez em 1431. O príncipe-bispo Wolf Dietrich von Raitenau (1559–1617) ordenou sua reconstrução como palácio de caça feito de pedra, de 1603 a 1607. Em 1816, após a definitiva anexação de Salzburg pela Áustria, sua propriedade foi nacionalizada, e em 1908 tornou-se propriedade da Casa de Habsburgo. O príncipe herdeiro Francisco Fernando da Áustria-Hungria (1863–1914) ordenou em 1910 sua nova construção. Após sua morte no Assassinato de Sarajevo em 1914, o palácio foi vendido para a família Krupp von Bohlen und Halbach em 1916. O "último Krupp", Arndt von Bohlen und Halbach, foi sepultado em 1986 na cripta da capela do palácio. O industrial estadunidense Frederick Robinson Koch (Koch Industries) comprou o palácio em 1989.